# Елк Гарден (Западна Вирџинија)
Елк Гарден (енгл. Elk Garden) град је у америчкој савезној држави Западна Вирџинија.

## Демографија
По попису из 2010. године број становника је 232, што је 15 (6,9%) становника више него 2000. године.
| Група             | 2000.       | 2010.       |
| Белци             | 214 (98,6%) | 228 (98,3%) |
| Афроамериканци    | 1 (0,5%)    | 0 (0,0%)    |
| Азијати           | 0 (0,0%)    | 0 (0,0%)    |
| Хиспаноамериканци | 0 (0,0%)    | 0 (0,0%)    |
| Укупно            | 217         | 232         |